# Chris Ward (homme politique britannique)
Pour les articles homonymes, voir Chris Ward et Ward.
Chris Ward, né en 1982 ou 1983 à Brighton, est un homme politique britannique, membre du travailliste (Labour).
Il est député de Brighton Kemptown et Peacehaven depuis 2024. Depuis juillet 2024, il est Secrétaire privé parlementaire du premier ministre, Keir Starmer.

## Jeunesse et éducation
Chris Ward est né et grandit à Brighton. Il est un supporter de Brighton et Hove Albion. Il rejoint le Parti travailliste à l'âge de 18 ans avant de fréquenter l'Université de Warwick pour son diplôme de premier cycle et l'Université d'Oxford pour une maîtrise.

## Carrière
Ward devient assistant parlementaire après avoir quitté Oxford et travaille pendant 6 ans pour Keir Starmer. Rejoignant l'équipe de Starmer en 2015, Ward est rédacteur de discours et conseiller politique. Après la victoire de Starmer aux élections à la direction de 2020, Ward est l'un des plus proches conseillers de Starmer au sein d'un groupe qualifié de « gang des cinq » par des députés travaillistes d'arrière-ban qui comprend Morgan McSweeney et Jenny Chapman. Ward est ensuite directeur de cabinet adjoint de Starmer avant de quitter son poste de conseiller en juillet 2021,.
Après avoir quitté son poste de conseiller, Ward devient directeur-conseil chez Hanbury Strategy, une société de lobbying et de relations publiques, à partir de janvier 2022. Pendant cette période, Ward est également chroniqueur pour la publication politique conservatrice The Spectator.
Ward est sélectionné pour la circonscription de Brighton Kemptown et Peacehaven à la suite de la suspension de Lloyd Russell-Moyle du parti travailliste sur des allégations remontant à 2016. Selon le commentateur politique Owen Jones, Ward a exprimé son intérêt à devenir député d'une circonscription de Brighton plusieurs années auparavant. Plus de 200 membres du parti travailliste protestent contre la méthode de sélection de Ward et l'ancienne dirigeante du conseil municipal de Brighton et Hove, Nancy Platts, remet en question l'équité du processus. Le lancement de la campagne de Ward a été interrompu par des manifestations pro-palestiniennes contre la guerre à Gaza et il est accusé d'être un candidat parachuté.
Ward est considéré comme étant à droite du parti travailliste en termes d'opinions politiques et est considéré comme un grand partisan du starmérisme.